# Zaccaria Ferreri
Zaccaria Ferreri (Vicenza, 1479–Roma, 1524) fue un religioso benedictino italiano, jurista, teólogo, poeta, abad de Monte Subiaso, obispo de Guardialfiera y nuncio en Polonia y Prusia. 

## Biografía

### Familia
Nacido en Vicenza, que desde 1404 pertenecía a la Terraferma de la República de Venecia, fue hijo de Giovanni Ferreri, oriundo de Milán y dedicado al comercio, y de su segunda mujer Giacoma da Vicenza; en su bautismo recibió el nombre de Francesco, que cambió al entrar en religión.  Tuvo tres hermanos (Vincenzo, Giorgio Francesco y Gianpietro) y una hermanastra (Benvenuta), fruto del primer matrimonio de su padre.  La familia se reputaba como descendiente de San Vicente Ferrer.

### Benedictino en Padua
Educado en la Universidad de Padua, a los quince años de edad profesó en la congregación casinense en la abadía benedictina de Santa Justina de esta misma ciudad.
Pasó en este claustro los siguientes diez años de su vida dedicado al estudio, hasta que el presidente de la congregación Giovanni Cornaro mandó destruir sus libros humanísticos y clásicos alegando que eran perjudiciales para su salud espiritual; Ferreri buscó refugio en la cartuja de Padua, pero las autoridades eclesiásticas dictaminaron que debía volver a su antigua abadía.  
De esta época datan sus primeras obras, entre ellas una hagiografía de San Benito de 14000 hexámetros.

### En la corte de Julio II
Ferreri se negó a volver a su antigua orden, y establecido en Roma, se doctoró en Derecho canónico y Teología y fue poeta laureado.  Protegido de los cardenales Soderini, Grimani y Corner, Julio II le nombró prelado doméstico y le concedió la abadía de Monte Subasio en la diócesis de Asís, aunque nunca residió en ella.  
Formaba parte del séquito papal en la expedición a Bolonia contra Giovanni II Bentivoglio cuando partió hacia su ciudad natal para ocuparse de algunos asuntos familiares; en Venecia fue bien acogido por el patriarca Antonio Soriano y por el dux Leonardo Loredan, a quienes dedicó sendas obras.
Fue agregado a la congregación de canónigos de Letrán y deseoso de volver a la vida monástica llegó a vestir el hábito de los cartujos.  Según el mismo Ferreri, su negativa a intermediar ante el papa para que el prior de la cartuja de Padua Girolamo Zeno pudiera dejar la orden y pasar al clero secular motivó las intrigas de sus émulos ante el general François Du Puy, quien desde Francia le negó los votos, aunque algunos autores apuntan que su carácter «vano, fantástico e inquieto» también pudo influir en la decisión.

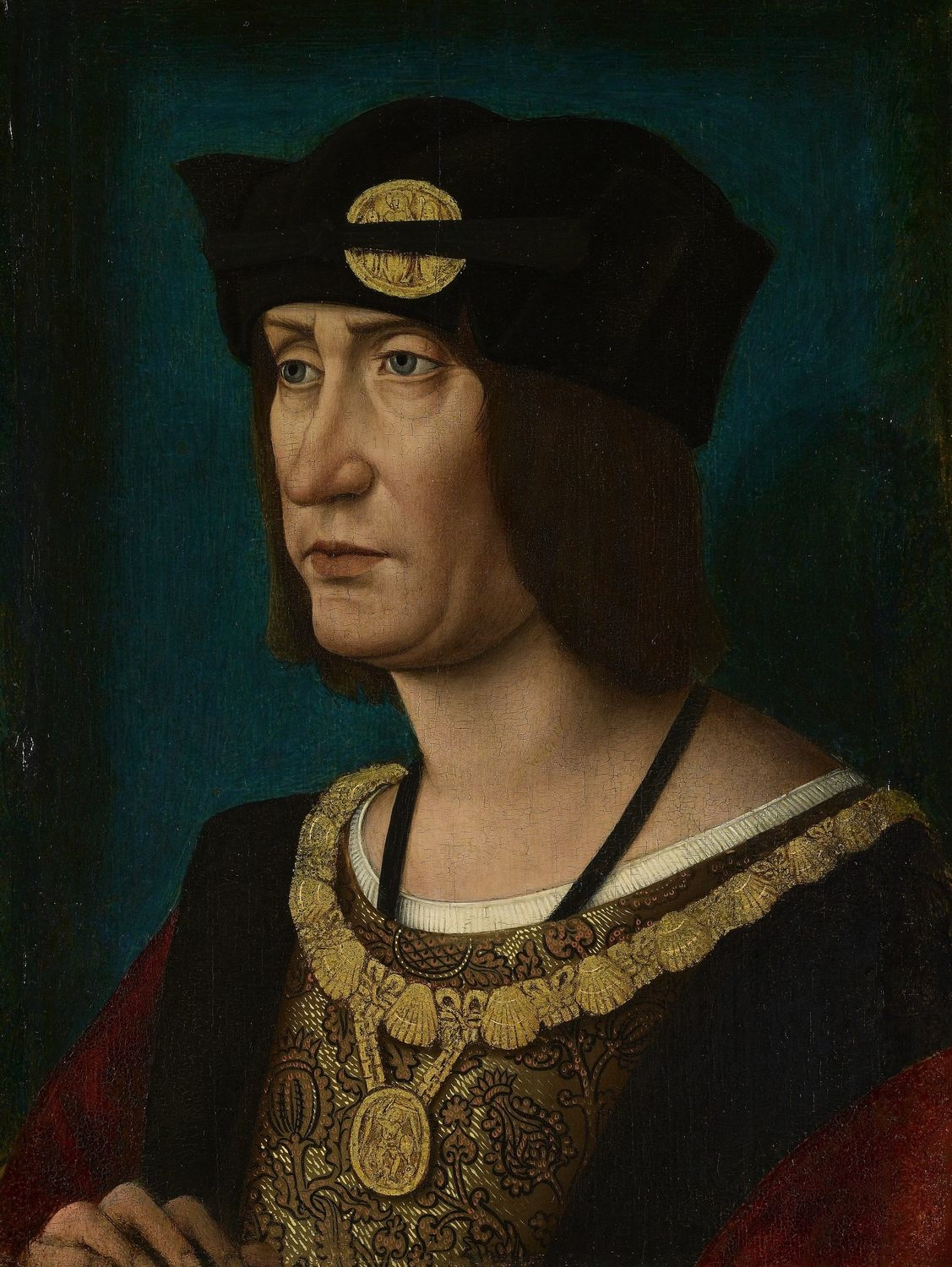
Luis XII.

### El concilio de Pisa
Entretanto había empezado la guerra de la Liga de Cambrai: los Estados Pontificios, Francia, Aragón y el Sacro Imperio Romano Germánico se habían aliado para recuperar las plazas de la Romaña que habían quedado en poder de la República de Venecia tras la muerte de Alejandro VI y su hijo César Borgia. Ferreri, que formaba parte del grupo de vicentinos descontentos con el gobierno de Venecia, tomó partido por los pontificios, dejando constancia de ello en sus obras.

 Marchó a Bolonia.
Pero cuando Julio II consiguió su objetivo de recuperar las plazas en la Romaña, se alió con los venecianos para enfrentar a Luis XII de Francia, que se estaba haciendo demasiado poderoso en Italia.  Como medida de presión, bajo el patrocinio del rey francés y del emperador Maximiliano I se convocó el Concilio de Pisa en el que los cardenales Briçonnet, Carvajal, Borja, De Prie y Sanseverino pretendieron reformar la disciplina eclesiástica y destituir al papa.  
Ferreri, que por aquellas fechas se hallaba en Milán acogido por el mariscal Gian Giacomo Trivulzio (a quien dedicó una silva 
ejerciendo como profesor de Teología en la Universidad de Milán, se adhirió al concilio, ofició como notario del mismo encargándose de la redacción de su justificación   y de la publicación de sus actas y fue «alma y vida» del mismo.
Julio II depuso y excomulgó como a cismáticos a todos los participantes y en mayo de 1512 abrió como contrapartida el Concilio de Letrán V.  El de Pisa, trasladado después a Milán, Asti y Lyon, fue perdiendo fuerza hasta disolverse por falta de apoyos.  
En compensación por la pérdida de su abadía de Monte Subiaso, el rey le concedió las de San Ruffo en Valence y Saint-Amable en Clermont.

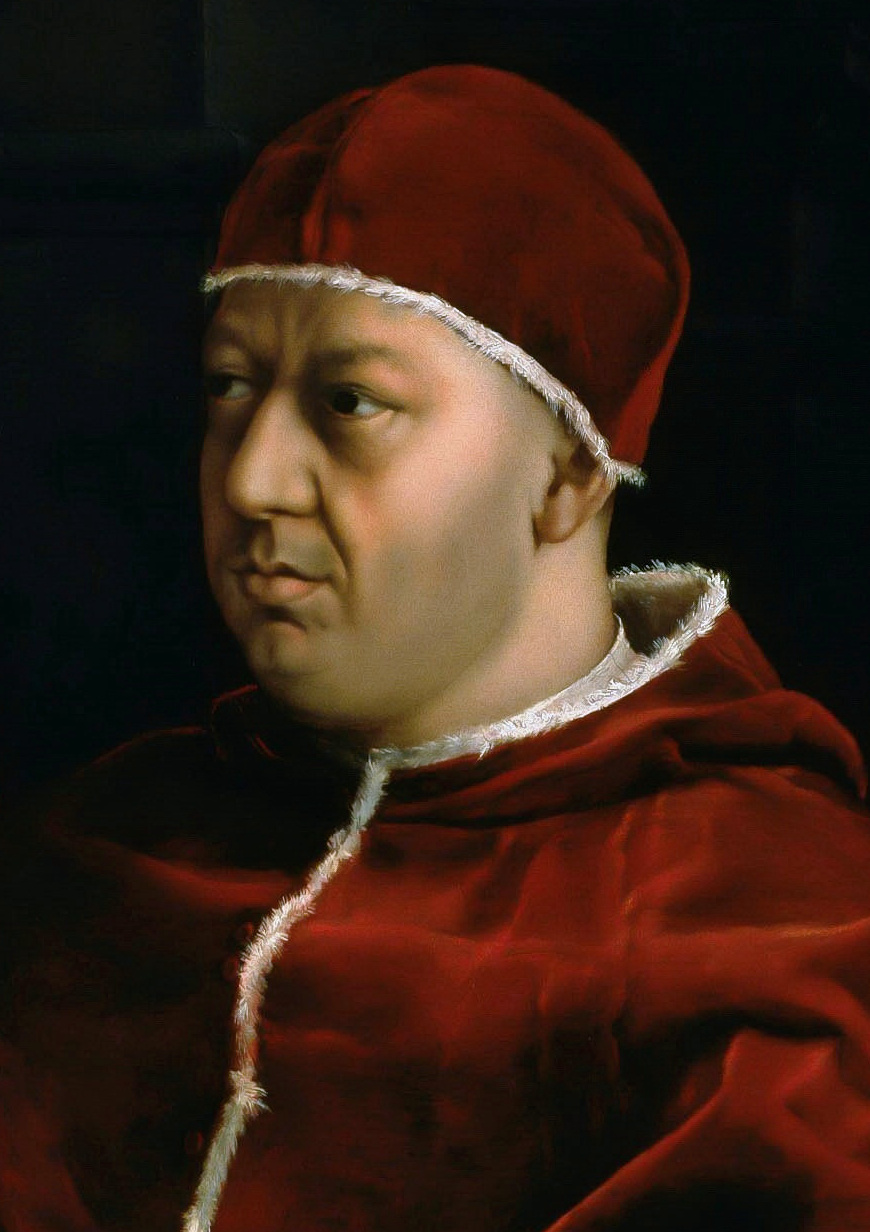
León X.

### Pontificado de León X
Tras la muerte de Julio II, Ferreri partió de Lyon hacia Roma, donde en 1513 el nuevo papa León X le absolvió de las censuras eclesiásticas.
Encargado de la redacción de un nuevo breviario, sus dotes como poeta le facilitaron relacionarse con humanistas como Pietro Bembo, Jacopo Sadoleto, Francesco Poggio, Girolamo Vida, Bernardo Dovizi, Angelo Colocci, Filippo Beroaldo, Antonio Tebaldeo, Paolo Giovio y artistas como Rafael Sanzio y Giulio Romano.
En 1516 se hallaba en Bolonia cuando se entrevistaron el papa y el rey, y fue nombrado obispo titular de Sebaste en Cilicia, en 1518 comisario papal en Nursia y el año siguiente obispo de Guardialfiera, diócesis a la que renunció pocos meses después en favor de Valentino de Valentini con derecho de regreso y reserva de la mitad de sus rentas.

### Nuncio en el norte de Europa
En 1519 fue nombrado nuncio en el norte de Europa junto con Giovanni Tedaldi.  El objetivo era visitar Polonia, Prusia y Lituania intentando favorecer la paz entre Segismundo I Jagellón y Alberto de Brandeburgo, enfrentados entre sí en la guerra polaco-teutónica y ambos contra Basilio III del Principado de Moscú en la guerra moscovito-lituana, y atraerlos a una expedición contra los turcos, pero el cambio de planes del rey Segismundo, que prefirió la intermediación de Carlos V y Luis II de Hungría antes que la de la Santa Sede, dejó sin efecto esta parte de la nunciatura. 
Permaneció en la zona dos años, dedicado a corregir la disciplina eclesiástica, que en el clero estaba muy relajada, y a refutar las noventa y cinco tesis que Martín Lutero había publicado poco antes y que se extendían preocupantemente por el área.  También se ocupó en averiguar la vida y milagros de San Casimiro, cuya hagiografía publicó antes de volver a Roma, para su posterior canonización.

### Regreso a Roma
Poco después de su vuelta a Roma falleció el papa León X; durante la sede vacante el Colegio Cardenalicio encargó el gobierno de Faenza y del valle del Lamone al cardenal Carvajal, que delegó sus funciones en Ferreri.

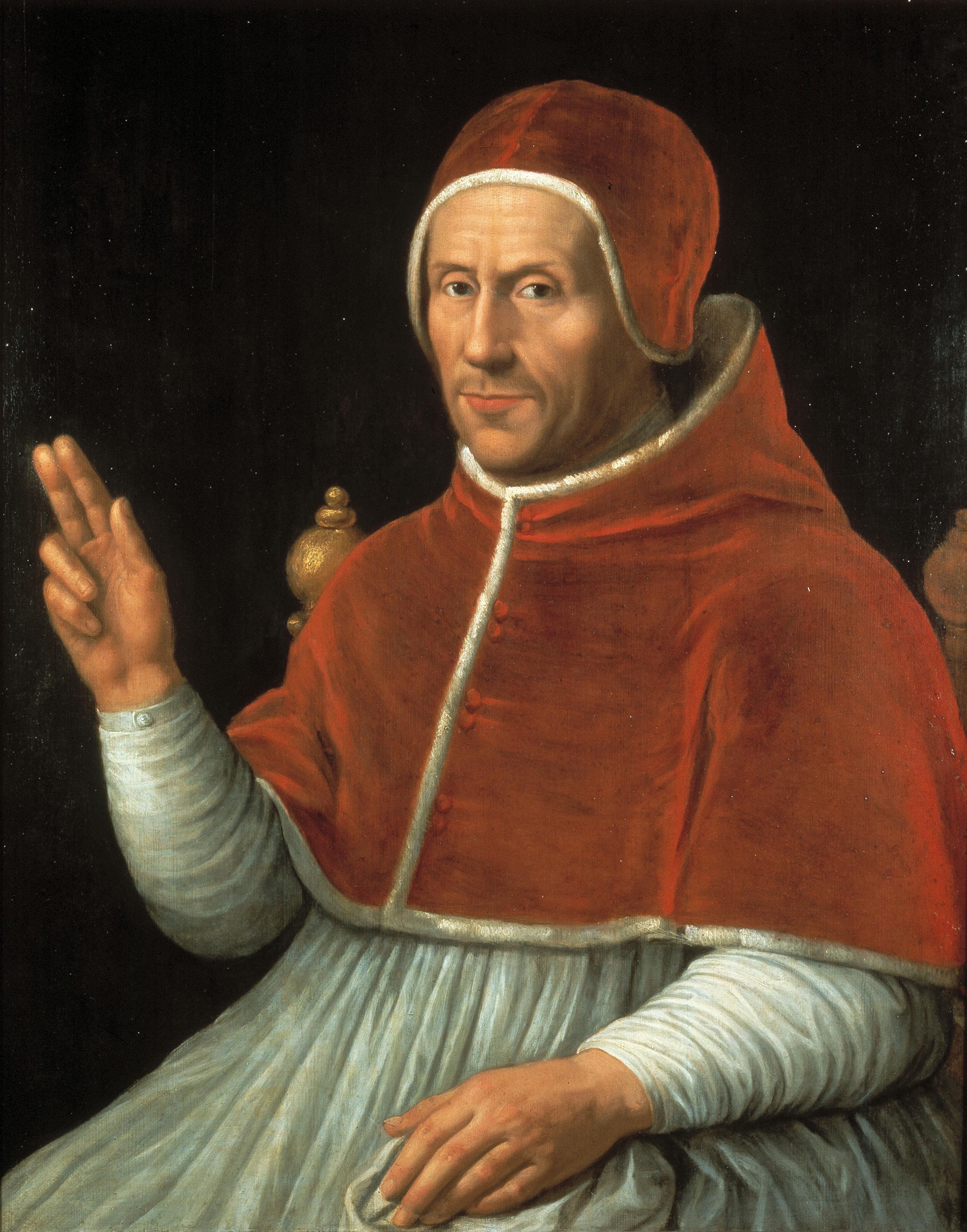
Adriano VI.

Durante el pontificado de Adriano VI retomó su diócesis de Guardialfiera, aunque nunca residió en ella, gobernándola mediante vicarios y continuó con la redacción del breviario.  Fue por esta época que compuso un tratado sobre la necesidad de reforma de la Iglesia.
Murió en Roma antes del 19 de septiembre de 1524, fecha en que fue nombrado su sucesor en el obispado, ya en tiempos de Clemente VII, antes de haber visto publicada su última obra.

## Obras
Sin contar varias obras que quedaron inéditas, dejó publicadas varias más, entre las que cabe destacar:
1. ↑  Monastica Monarchia (Mantua, 1509).

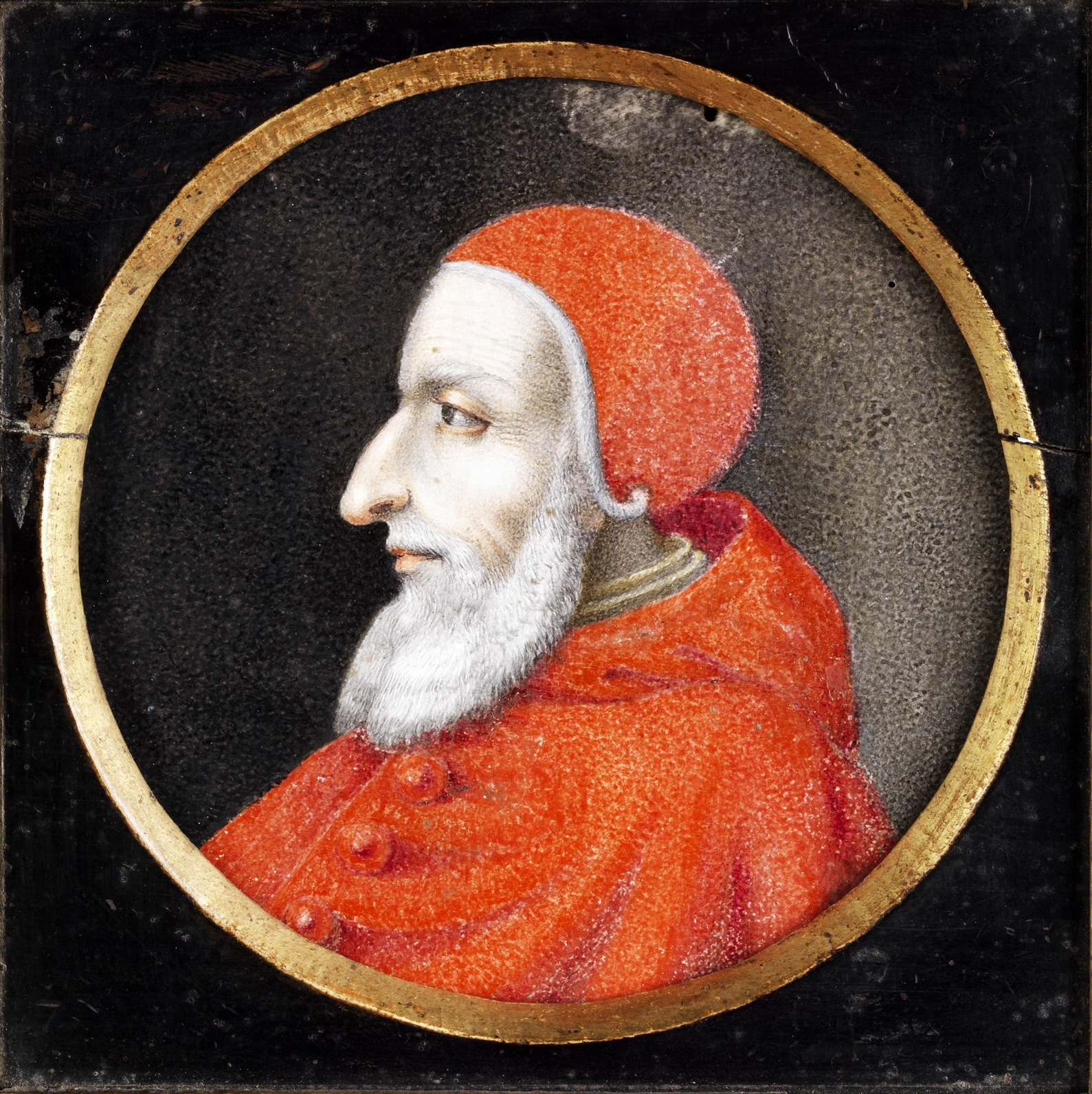
Julio II.

2. ↑  Elegia in obitum reverendissimi patris Antonii Suriano (Venecia, 1508).
3. ↑  Ad serenissimum Venetorum principem Leonardum Lauredanum de nocturna visione mense Decembri silva XXXV (Venecia, 1507).
4. ↑  Origo et Series Carthusiensis Ordinis (Mantua, 1509).
5. ↑  Apologia del populo Vicentino (Venecia, 1895).
6. ↑  De ruina Veneti dominii futura proxime ad Venetos Elegia (Venecia, 1508).
7. ↑  De Gallico in Venetos triumpho (Milán, 1510).
8. ↑  Ad Illustriss. Jo. Jacobum Triulvium veneta expeditione ultra Athesim agentem (Milán, 1510).
9. ↑   Acta sctia digna docteque concinnata Constantiensis Concilii celebratissimi (Milán, 1511).
10. ↑  Apologia Sacri Pisani Concilii moderni (Pisa, 1511).
11. ↑  Promotiones et progressus sacrosancti Pisani Concilii (París, 1512).
12. ↑  Lugdunense somnium de diui Leonis decimi pontificis maximi (Lyon, 1513).
13. ↑  Oratio contra errores Fratris Martini Luteri (Cracovia, 1521).
14. ↑  Vita beati Casimiri confessoris ex serenissimi Poloniae regibus et magnis Lithuaniae ducibus (Cracovia, 1521).
15. ↑  De reformatione Ecclesiae suasoria (Venecia, 1523).
16. ↑  Hymni novi ecclesiastici iuxta veram metri et Latinitatis normam (Roma, 1525 y 1549).